# Deerfield (Missouri)
Deerfield – wieś w Stanach Zjednoczonych, w stanie Missouri, w hrabstwie Vernon.